# Pieter Cornelisz van Rijck
Pieter Cornelisz van Rijck (né en 1567 et mort en 1637) est un peintre néerlandais de la fin du XVIe et du début du XVIIe siècle. Il est notable par ses natures mortes.

## Biographie
Il a appris à peindre avec Jacob Willemsz Delff.[réf. souhaitée]
Pieter Cornelisz van Rijck est à Venise entre 1588 et 1602, rentre à Haarlem puis repart en Italie en 1605, avec notamment un séjour à Naples de 1632 à sa mort en 1637.